# Olympische Winterspiele 2010/Teilnehmer (Irland)
| Gelbes Symbol für Goldmedaillen mit stilisierten Olympischen Ringen | Graues Symbol für Silbermedaillen mit stilisierten Olympischen Ringen | Braundes Symbol für Bronzemedaillen mit stilisierten Olympischen Ringen |
| ------------------------------------------------------------------- | --------------------------------------------------------------------- | ----------------------------------------------------------------------- |
| —                                                                   | —                                                                     | —                                                                       |

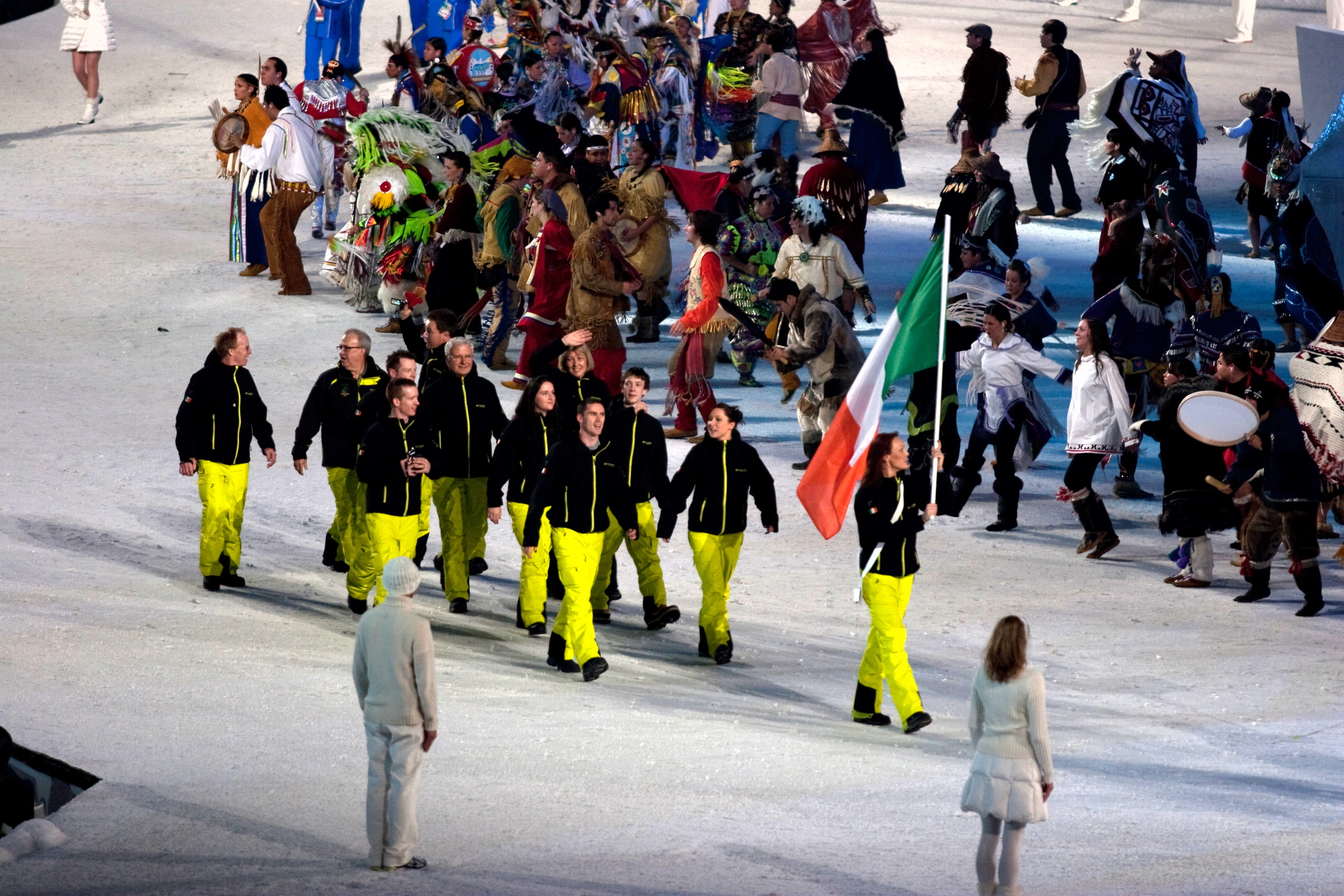
Einmarsch der irischen Delegation

Irland nahm an den Olympischen Winterspielen 2010 im kanadischen Vancouver mit sechs Sportlern in vier Sportarten teil.

## Teilnehmer nach Sportarten

### Bob
Frauen
- Claire Bergin / Aoife Hoey
Zweier: 17. Platz

### Ski Alpin
| Männer - Shane O’Connor Slalom: 45. Platz | Frauen - Kirsty McGarry Slalom: disqualifiziert |

### Skilanglauf
Männer
- Peter-James Barron
15 km Freistil: 91. Platz

### Skeleton
Männer
- Patrick Shannon: 25. Platz